# The Surface Seems So Far
A The Surface Seems So Far a Seether 2024-ben megjelent kilencedik stúdióalbuma. Az album 2024. szeptember 20-án jelent meg, kiadója a Fantasy Records. Az album producere a zenekar frontembere, Shaun Morgan. A lemez első kislemeze a Judas Mind, ami 2024. július 10-én jelent meg. A lemez második kislemeze az Illusion, ami 2024. augusztus 23-án jelent meg.

## Az album dalai
Az összes dalszöveg szerzője Shaun Morgan. 
| 1.    | Judas Mind       | 4:34 |
| 2.    | Illusion         | 4:02 |
| 3.    | Beneath The Veil | 3:43 |
| 4.    | Semblance Of Me  | 4:16 |
| 5.    | Walls Come Down  | 4:26 |
| 6.    | Try To Heal      | 4:40 |
| 7.    | Paint The World  | 4:19 |
| 8.    | Same Mistakes    | 4:00 |
| 9.    | Lost All Control | 4:33 |
| 10.   | Dead On The Vine | 4:32 |
| 11.   | Regret           | 4:01 |
| 47:06 |                  |      |

## Közreműködők

### Seether
- Shaun Morgan – ének, gitár, produkció
- Dale Stewart – basszusgitár
- Corey Lowery – gitár, háttérvokál, 2. hangmérnök
- John Humphrey – dobok, perkusszió

### Egyéb közreműködők
- Matt Hyde – felvétel (Blackbird Studio, Dark Horse Recording), keverés (The Castle)
- Ted Jensen – mastering (Sterling Sound)
- Shawn Coss – lemezborító, dizájn
- Florian Mihr – termékdizájn[2]

## Külső hivatkozások
- A Seether hivatalos oldala